# Комплекс кастрации
Комплекс кастрации (страх кастрации) — одна из теорий Зигмунда Фрейда, которая заключалась в том, что ребёнок, находясь на фаллической стадии, где он впервые открывает в себе сексуальные желания, испытывает влечение к родителю противоположного пола, а также — агрессию и зависть к родителю своего пола. При этом ребёнок признает превосходство родителя своего пола, отчего и возникает страх наказания (кастрации).
В работе «К введению в нарциссизм» (1914 год) Фрейд писал, что комплекс кастрации не всегда ведёт к возникновению неврозов, а иногда даже может отсутствовать. Однако уже в письме от 30 сентября 1926 года Леонарду Вайсу он признаёт это суждение ошибочным и отрицает, что существуют неврозы, где комплекс кастрации не играет роли.
На данный момент эта теория не является актуальной.

## Развитие комплекса кастрации
К 3—5 годам на фаллической стадии у ребёнка проявляется влечение к исследованию, ему становятся интересны теории рождения, различия мужчин и женщин и так далее. Эту исследовательскую деятельность стимулируют практические интересы, поскольку ребёнок опасается появления младшего члена семьи, и задаётся вопросом «Откуда берутся дети?» Изначально дети предполагают, что гениталии у всех одинаковы, например, мальчик считает, что у всех людей, как и у него, присутствует пенис. После трудной внутренней борьбы, связанной с комплексом кастрации, мальчик отказывается от этой идеи. Девочка мирится с тем, что половые органы различаются, легче, и это влияет на формирование у неё зависти к пенису. Все дети, независимо от пола, создают теорию, согласно которой женщина изначально имела пенис, но утратила его в результате кастрации. Это иногда провоцирует у индивида мужского пола пренебрежение по отношению к женщинам. У женщин же это превращается в зависть к пенису.
На фаллической стадии развития, когда у ребёнка формируется Эдипов комплекс и он испытывает сексуальное желание, направленное на родителя противоположного пола, видя при этом второго родителя в качестве конкурента, он боится быть лишённым своих половых органов, так как пенис символизирует власть. Благодаря страху кастрации Эдипов комплекс разрешается, но страх кастрации продолжает влиять на индивида в течение жизни.

## Причины
Комплекс кастрации связан с влиянием сексуального запугивания в детстве. Например, с ситуацией, когда во время фаллической стадии мальчик начинает мастурбировать, и ему говорят, что его пенис отпадёт из-за этого. Фрейд считает, что страх кастрации является ядром, из которого формируется страх совести, то есть страх Я перед Сверх-Я, поскольку именно от взрослого, который стал Я-идеалом и благодаря которому сформировалось Сверх-Я, исходила угроза кастрации.
Примером проявления комплекса кастрации является случай одного из пациентов Фрейда. Его кожа, в том числе на лице, была в очень плохом состоянии и это мешало его жизни в обществе. Он считал, что у него на лице угри и дыры, которые всем видны. Выдавливание угрей доставляло пациенту удовольствие до тех пор, пока он не стал считать, что на месте выдавленных угрей образуются глубокие дыры. После этого пациент начинал корить себя за то, что из-за «постоянной возни с рукой» он испортил свою кожу. В данном случае выдавливание угрей является заменой мастурбации, а ямка, которая появляется после, символизирует женские гениталии, то есть исполнение угрозы кастрации, спровоцированной организмом.
Страх кастрации также хорошо виден на примере маленького Ганса — одного из самых известных пациентов Зигмунда Фрейда. Ребёнок очень боялся того, что лошадь может укусить его, и отказывался выходить на улицу. При этом, исследуя свое тело, он узнал, что у всех живых существ есть половые органы. Поскольку родители большие, он предположил, что их половые органы большие, как у лошадей. Фрейд связывает фобию мальчика со страхом кастрации, говоря о том, что, поскольку мальчик считал, что половые органы матери похожи на половые органы лошади, мать и лошадь как бы слились для него, и под боязнью укуса лошади скрывается боязнь того, что лошадь откусит ему пенис. Из-за страха кастрации агрессия по отношению к отцу также не проявляется.

## Влияние наперверсии
По мнению Фрейда, комплекс кастрации может предопределять навязчивый эксгибиционизм во взрослом возрасте: мужчина, не избавившийся от комплекса, и в зрелом возрасте стремится подчеркнуть целостность собственных половых органов (что позволяет ему воспроизвести детское удовлетворение по поводу отсутствия у женщин полового члена).

## Критика теории комплекса кастрации
Карл Раймунд Поппер говорил о несостоятельности психоаналитических теорий Зигмунда Фрейда: «психоаналитические теории… являются непроверяемыми и неопровержимыми теориями. Нельзя представить себе человеческого поведения, которое могло бы опровергнуть их… это означает, что те „клинические наблюдения“, которые, как наивно полагают психоаналитики, подтверждают их теорию, делают это не в большей степени, чем ежедневные подтверждения, обнаруживаемые астрологами в своей практике. Что же касается описания Фрейдом Я (Эго), Сверх-Я (Супер-Эго) и Оно (Ид), то оно по сути своей не более научно, чем истории Гомера об Олимпе».
Представители гуманистического подхода критикуют теории Зигмунда Фрейда за то, что они не предусматривают свободу воли человека и, по сути, сводят мотивы человека к достижению удовольствия.
Ирвин Ялом, говоря о глубине психодинамики, сравнивает экзистенциальную и фрейдистскую динамику. Он считает, что исследования для Фрейда — это раскопки, в ходе которых он как раз добирается до самых глубоких конфликтов из ранней жизни индивида, например, до страха кастрации. То есть психоанализ предпочитает копать вглубь. Экзистенциальный же подход предполагает исследования вне времени, он работает с прошлым только потому, что прошлое сделало человека таким, какой он есть сейчас, а не потому, что видит там глубинные травмы, как психоанализ. Также Ирвин Ялом отмечает, что Фрейд, описывая случаи некоторых своих пациенток (например, фройляйн Элизабет фон Р, которая переживала смерть своей сестры), в описаниях на первый план ставит эротические компоненты травм пациенток, а тему смерти игнорирует.
Некоторые последователи Зигмунда Фрейда расходились с ним во мнении относительно этой теории. Карен Хорни критикует предположение Фрейда о том, что всё беспокойство, которое проявляет человек в жизни, связано с беспокойством рождения и с боязнью кастрации. В данном случае Фрейд исходил из предположения о том, что «невротики» сохраняют инфантильные установки по отношению к опасности. Карен Хорни не согласна с тем, что беспокойство в неврозах взрослых связано с условиями, которые их породили. То есть для неё беспокойство не является инфантильной установкой, а только установкой, которая зародилась в детстве.